# Zagrodzki Groń
Zagrodzki Groń (668 m n.p.m.) – szczyt Pasma Laskowskiego, które w regionalizacji fizycznogeograficznej Polski według Jerzego Kondrackiego zaliczane jest do Beskidu Makowskiego, w nowszej regionalizacji z 2018 roku do Beskidu Żywiecko-Orawskiego, a w najszerszym rozumieniu do Beskidu Żywieckiego. Administracyjnie znajduje się w granicach wsi Lachowice w województwie małopolskim, w powiecie suskim, w gminie Stryszawa.
Północno-zachodnie stoki Zagrodzkiego Gronia opadają do Kurówki, ich dolną częścią biegnie linia kolejowa nr 97 z Suchej Beskidzkiej do Żywca. Stoki południowo-wschodnie opadają do Lachówki. Nazwa szczytu pochodzi od należącego do Lachowic osiedla Zagrody znajdującego się na jego południowym stoku. Szczyt jest częściowo porośnięty lasem.